# Paratrigona pacifica
Paratrigona pacifica là một loài Hymenoptera trong họ Apidae. Loài này được Schwarz mô tả khoa học năm 1943.